# Ein Elefant irrt sich gewaltig
Ein Elefant irrt sich gewaltig (Originaltitel: Un éléphant ça trompe énormément) ist ein französischer Film von Yves Robert, der 1976 in die Kinos kam. Yves Robert brachte ein Jahr später eine Fortsetzung heraus: Wir kommen alle in den Himmel.
1984 drehte Gene Wilder eine Neuauflage mit dem Titel Die Frau in Rot.

## Handlung
Étienne, ein mit Marthe verheirateter, treuer und glücklicher Familienvater in den Vierzigern, verliebt sich Hals über Kopf in Charlotte, eine junge, in Rot gekleidete Frau, die er nur flüchtig gesehen hat.
Mit seinen drei Freunden Simon, Daniel und Bouly teilt er die Leidenschaft fürs Tennisspielen. Simon ist Arzt und erstickt unter den ständigen Einmischungen seiner Mutter, einer Karikatur von einer Übermutter. Daniel, Automechaniker, schafft es nicht lange, seinen Freunden zu verheimlichen, dass er homosexuell ist. Bouly, unverbesserlicher Frauenverführer, fällt aus allen Wolken, als er entdeckt, dass seine Frau die eheliche Wohnung samt Möbeln und Kindern verlassen hat. 
Obwohl Étienne die Schürzenjäger verachtet, erliegt er dem Charme seiner schönen Unbekannten. Diese jedoch gibt ihm schnell zu verstehen, dass dies nur ein Abenteuer ohne Zukunft sein wird.
Étienne (Jean Rochefort) kommentiert den Film in weiten Teilen als Stimme aus dem Off, und der Gegensatz zwischen dem, was er (natürlich immer zu seinem Vorteil) präsentiert und dem, was man tatsächlich sieht, ist eine der Triebfedern der Komik dieses Films.

## Kritiken
„Melancholische, mit frivolem Witz angereicherte Komödie, welche die tragikomische „Midlife Crisis“ ihrer Helden mit mild-ironischer Sympathie schildert.“

## Filmtitel
Der Filmtitel spielt auf ein französisches Kinderlied an, Un éléphant ça trompe, ça trompe énormément, dem der Filmtitel entlehnt ist.  Der Liedtitel (und der Liedtext) basiert auf einem Wortspiel, denn während ça trompe „der täuscht“ bedeutet, wäre das homophone (gleichklingende) sa trompe mit „sein Rüssel“ zu übersetzen.
Die deutsche Übersetzung des Filmtitels Ein Elefant irrt sich gewaltig ist somit nicht korrekt, es müsste eigentlich Ein Elefant täuscht gewaltig heißen.

## Neuverfilmung
1984 wurde die Komödie von Gene Wilder mit ihm selbst in der Hauptrolle unter dem Titel "Die Frau in Rot" neu verfilmt.